# Gira musical

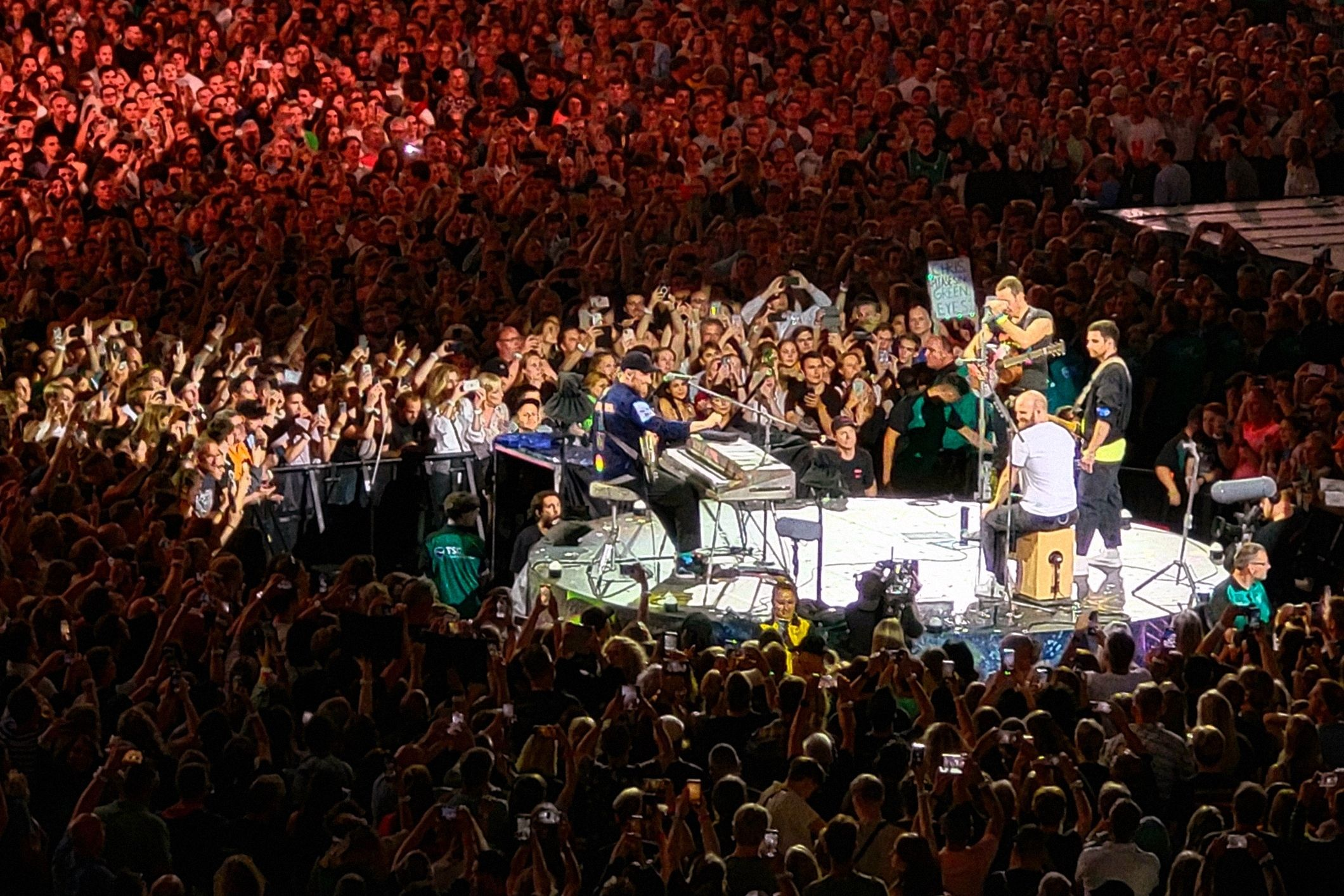
Coldplay actuando en el Music of the Spheres World Tour, la gira de conciertos más concurrida de todos los tiempos.

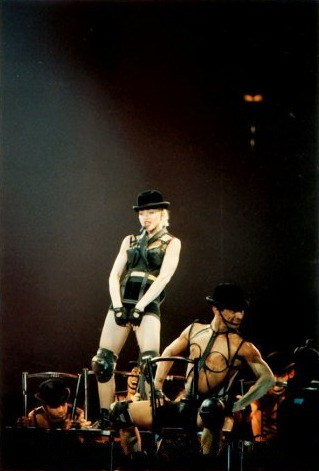
Madonna en un concierto de la gira Blond Ambition World Tour (1990).

En el ámbito de la música, una gira (en inglés: tour; en francés: tournée) consiste en una sucesión de actuaciones o conciertos de una banda o un artista en diferentes localidades. En los últimos años se han convertido en uno de los principales medios, si no el primero, de obtención de ingresos para la industria musical. Entre las giras más exitosas de la historia se encuentran las giras de Michael Jackson, Madonna, U2, The Rolling Stones, Taylor Swift y Beyoncé.

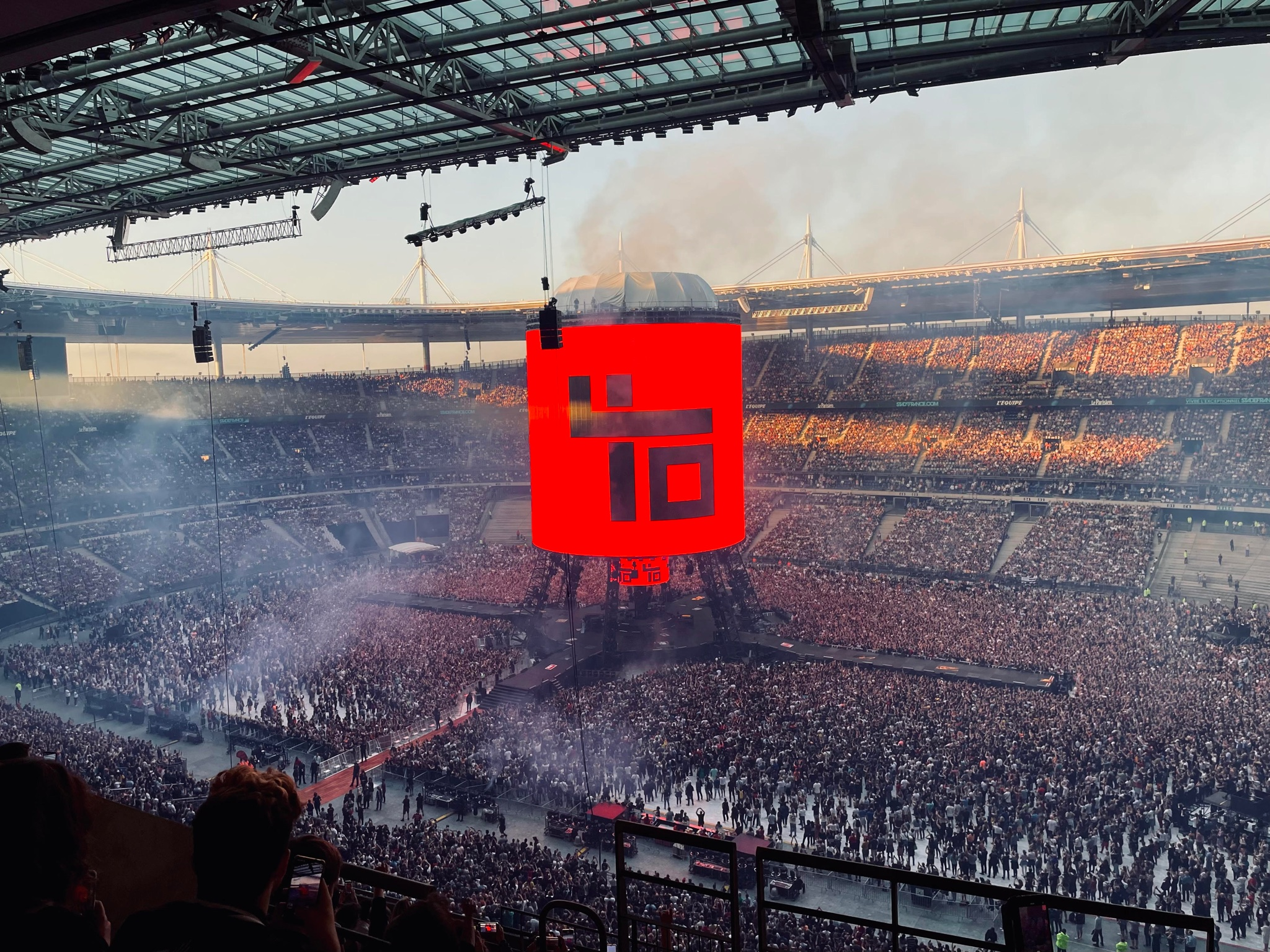
Concierto de Indochine en la gira del Central Tour (2022) con un concepto innovador en la infraestructura de conciertos, conto con una torre de 45 metros de altura, compuesto de una pantalla LED Titan-X de 30 metros de diámetro y 24 metros de altura que rodea la torre.

## Giras notables
- U2 360° Tour de U2. Ha sido la gira más exitosa hasta la fecha, recaudando unos 736 millones de dólares entre junio de 2009 y julio de 2011. Su escenario, conocido como "la garra" tenía forma de araña, una pantalla de 360° y luces de colores, y permitía una vista panorámica desde cualquier punto del recinto donde se presentara, convirtiéndolo en el más grande del mundo. El tour pasó por Norteamérica, Europa, Oceanía, Sudáfrica y Sudamérica.[5][6]
- Out There Tour de Paul McCartney. Entre mayo de 2013 y octubre de 2015. La gira recorrió América del Norte, América Central, América del Sur, Europa y Asia interpretando aproximadamente 40 temas por presentación y recaudando 236 millones de dólares.[5][6]

- A Bigger Bang Tour de The Rolling Stones. Es la segunda gira más taquillera, con una recaudación de 558 millones de dólares de 2005 a 2007, pasando por América, Europa, Asia y Oceanía. Contó con una pantalla gigante con efectos visuales y fuegos pirotécnicos con gigantes llamaradas de fuego.[7]

- A Head Full of Dreams Tour de Coldplay. Es la tercera gira más taquillera, con una recaudación de 523 millones de dólares recaudados entre 2016 y 2017 dividido en 8 etapas, pasando por 30 países distintos en Latinoamérica, Norteamérica, Europa, Asia y Oceanía. En cada concierto se repartieron a todos los asistentes pulseras luminosas que se iluminaban de acuerdo a la canción conocidas como "Xylobands".

- Black Ice Tour de AC/DC. Fue la gira realizada desde 2008 hasta 2010, que recaudó 441,6 millones de dólares en 168 shows y contó con más de 160 millones de espectadores, pasando por América, Europa, Asia y Oceanía.[8][9][10][11]

- Sticky & Sweet Tour de Madonna. Es la séptima gira más taquillera de la historia y a su vez la más recaudadora de una artista solista. Tuvo lugar de 2008 a 2009 y recaudó 408 millones de dólares pasando por Europa, América y Asia. Es famosa por presentar la forma de la letra T, dos torres de iluminación y una pasarela, Madonna utilizaba diferentes escenarios y vestuarios en cada canción.[12]

- The MDNA Tour de Madonna. Fue la novena gira de conciertos de la cantante, recaudando más de 305 millones de dólares. La gira consistió en 88 conciertos, realizados en Asia, Europa y América. También fue anunciada una extensión australiana de la gira para 2013, la cual finalmente fue cancelada por la cantante, quien publicó un vídeo en YouTube para disculparse ante sus seguidores en ese país, donde justificó la decisión a la falta de tiempo para ocuparse de sus labores familiares. The MDNA Tour se convirtió en la gira más exitosa del 2012, según Billboard. En 2013 la cantante ganó el Billboard Award por la mejor gira.

- Where We Are Tour de   One Direction  hasta ahora ha sido la gira más taquillera de la boy band británica-irlandesa recaudando hasta el 15 de septiembre de 2014 un total de $256 millones de dólares, pasando por Europa, Norteamérica y Sudamérica, el escenario contó con una pasarella gigantesca y varias pantallas gigantes.[13]

- Taking Chances Tour de Céline Dion. Ha sido la gira más taquillera de la artista quedando en segundo lugar después de Sticky & Sweet Tour durante 2008. Recaudó más de 236 millones de dólares pasando por África, Asia, Australia, Europa y América. El escenario contó con un espectáculo de láser y varias pantallas gigantes.[14][15]

- Living Proof: The Farewell Tour de Cher. Es la última gira mundial de la artista, pero más tarde seguiría Cher At The Colosseum del 2008, la gira cuenta con trajes y pelucas elegantes y extravagantes, se llevó a cabo en Estados Unidos, Canadá, la Unión Europea, México y Oceanía y recaudó más de 250 millones de dólares.[16]

- Dangerous World Tour de Michael Jackson. Fue una gira que se inició en 1992 y terminó en 1993, recaudando $136 millones. Visitó Europa, África, Asia, Oceanía y Sudamérica.[17]

- The Division Bell Tour de Pink Floyd. Tuvo lugar en 1994, pasando por toda Norteamérica y Europa, tras lo que recaudó alrededor de 250 millones de dólares. Esta gira es famosa por sus efectos especiales, espectáculos aéreos y por su escenario similar al de Hollywood Bowl.[18]

- Long Road Out Of Eden Tour de Eagles. Llevado a cabo en el 2008 al 2011, presentaron espectáculos junto a las Dixie Chicks y a Keith Urban, recorrieron América, Oceanía y Europa, recaudando más de 250 millones de dólares.[19]

- The Monster Ball Tour de Lady Gaga. La gira comenzó en 2009 y terminó en 2011, con unos 203 espectáculos, recaudando más de 250 millones de dólares. Se convirtió en la más grande y exitosa encabeza por una artista debut. La gira tuvo críticas positivas y se considera no solo como un concierto, si no como una obra de teatro más elaborada; Gaga la llama el primer musical ópera electro-pop de la historia. Se vendieron un total de 1,469,682 entradas. Fue transmitido por HBO bajo el título "Lady Gaga Presents The Monster Ball Tour: At Madison Square Garden", haciendo que la artista ganara un premio Emmy.[20]

- The Mrs. Carter Show World Tour de Beyoncé. En apoyo a su cuarto álbum de estudio 4, publicado el 24 de junio de 2011. El título de la gira es una referencia a su matrimonio con Jay-Z (Shawn Carter).,1 A partir del año 2014, la cantante promocionara su más reciente trabajo discográfico Beyoncé. Finalizó el 27 de marzo con su presentación en Lisboa. la gira musical recaudó $229.700.000 siendo la más taquillera de la solista hasta la actualidad, la gira pasó por Europa, Latinoamérica, Norteamérica y Oceanía.[cita requerida]

- The Born This Way Ball de Lady Gaga. La gira comenzó en 2012 terminado en 2013, con unos 98 espectáculos, recaudando unos 181 millones de dólares. La gira recibió críticas positivas por parte de los críticos y espectadores, clasificándolo como algo fuera de este mundo, muy imaginativo y bastante excéntrico. El espectáculo cuenta con un escenario en forma de castillo con Torres de estilo gótico de 5 pisos, convirtiéndolo en la mayor estructura escénica que jamás se haya construido para una gira y que tiene la capacidad de moverse y esta incluye una pasarela que se extiende al público, al cual se le denomina el Monster pit. En el espectáculo Lady Gaga utiliza bastante utilería como: un escritorio, armas, arneses, un objeto inflable con forma de la parte inferior de una mujer que utiliza para dar a luz, una plataforma que la traslada por todo el escenario, una motocicleta que es capaz de moverse y convertirse en un piano y por último a Mother G.O.A.T. que tiene la figura de un diamante con la cabeza de GaGa dentro de ella, el cual narra la historia mientras se mueve por todo el escenario. Además de múltiples vestuarios diseñados por las mismas casas de moda de Versace, Moschino, Armani. La gira tuvo varias controversias por parte de grupos religiosos y musulmanes que incluso la amenazaron de muerte, lo que llevó a cancelación de su show en esos países y sufriendo un desgarre en cadera la llevó a cancelar los espectáculos faltantes.[cita requerida]

- The Prismatic World Tour de Katy Perry. Fue la tercera gira musical de Katy Perry. La gira comenzó en 2014, terminado en 2015, con unos 149 espectáculos, divididos en 6 etapas, llegó a recaudar más de 155 millones de dólares. La gira recibió críticas positivas por parte de los críticos y espectadores, resaltando la extravagancia de colores, trajes y luces neón y un gran espectáculo visual color caramelo. Tras culminar la serie de conciertos en Australia, a Perry le fue concedida una placa y una bicicleta como reconocimiento por la serie de conciertos que realizó en el Acer Arena de Sídney; que se convirtieron en los espectáculos con más boletos vendidos en la historia del estadio. La placa fue fijada permanentemente fuera de la entrada del estadio, además ganó en el 2014 el Billboard Award como Mejor Paquete y fue nominado en el 2015 como Mejor Gira Musical. La gira también tuvo un gran éxito en Australia tras vender 350 000 boletos y se convirtió en la gira con más asistencia en el Acer Arena de Sídney. De acuerdo con el reporte anual de 2014 de Pollstar, la gira fue la cuarta más taquillera en el mundo y la primera por una mujer en el 2014 por un bruto de $153.3 millones y una asistencia de 1 407 972. Por otro lado, Perry fue la séptima artista con más búsquedas en Ticketmaster en 2014. Perry destinó una porción de las ganancias generadas por las entradas de la segunda etapa a UNICEF, Autism Speaks, St. Jude Children's Research Hospital y Susan G. Komen for the Cure. Para promover la gira, el canal Epix emitió un especial televisivo el 28 de marzo de 2015, Katy Perry: The Prismatic World Tour, el cual corrió bajo la dirección de Russell Thomas.[21]

- The 1989 World Tour de Taylor Swift. Fue la cuarta gira de la cantante y compositora estadounidense Taylor Swift, realizada para promocionar su quinto álbum de estudio, 1989, de 2014. Comenzó en mayo de 2015 en Tokio (Japón), y terminó en diciembre en Melbourne (Australia). A través de la gira, la cantante hizo ochenta y cinco fechas a lo largo de cinco continentes: América del Norte, Asia, Europa, y Oceanía; y recaudó más de $260 301 097. Gracias a esto, la cantante fue la artista de mayor recaudación en ventas de entradas en 2015 y la 1989 World Tour en sí se convirtió en la mayor norteamericana de la historia comercialmente.
- The Formation World Tour de Beyoncé. La quinta gira en solitario de la cantante logró recaudar un total de $256 millones a través de 49 fechas realizadas en Norteamérica y Europa, dando lugar a que más de 2.2 millones de personas fueran a verla en vivo con las entradas agotadas en todos los conciertos entre primavera y verano de 2016. Adicionalmente, el espectáculo fue diseñado para realizarse por grandes estadios, siendo la primera gira de la historia por una artista femenina en desarrollarse única y exclusivamente en dichos recintos.[22]
- Taylor Swift's Reputation Stadium Tour de Taylor Swift. También conocida como Reputation Stadium Tour, o simplemente como Reputation Tour, fue la quinta gira mundial de conciertos y la primera por estadios de la cantante estadounidense Taylor Swift, realizada con el fin de promocionar su sexto álbum de estudio, Reputation (2017). El inicio de la gira fue el 8 de mayo de 2018 en la ciudad de Glendale y finalizó el 21 de noviembre de 2018 en Tokio, con 53 conciertos.
- Central Tour de Indochine. Fue una gira de la banda francesa realizada en 2022. La infraestructura del escenario contó con un concepto innovador para la infraestructura de una gira musical, una torre de 45 metros de altura, compuesto de una pantalla LED Titan-X  de 30 metros de diámetro y 24 metros de altura que rodea la torre, nunca antes visto en un concierto. Los equipos de audio e iluminación se encontraron dentro de la torre. Todo esto en el medio del campo de un estadio de futbol.[4]
- The Eras Tour de Taylor Swift. Es la sexta gira de conciertos de la cantante Taylor Swift que promociona todos sus álbumes, era por era, incluyendo los que no tuvieron una gira de conciertos por la pandemia (Lover y su gira Lover Fest que fue cancelada por la pandemia de COVID-19.) Este tour empezó en marzo de 2023 y por ahora sigue recorriendo numerosos lugares que harán que llegue a su final en diciembre de 2024. Esta gira ha recaudado millones y se ha convertido en una de las más exitosas en todos los tiempos, siendo aclamada por la crítica y teniendo tres películas. Luego, la artista sorprendió a todos cuando añadió al setlist de su tour canciones de su nuevo álbum, The Tortured Poets Department, unas semanas después de su lanzamiento.